# Balesin
Balesin ist eine philippinische Insel in der Provinz Quezon, südlich des Polillo-Archipels und der Insel Luzon vorgelagert. 
Die Insel Balesin liegt in der Mitte der Bucht von Lamon und befindet sich größtenteils im Besitz der Alphaland Corporation, die den Balesin Island Club betreibt. Die Insel wird von der Gemeinde Polillo verwaltet, auf der Insel liegt der Barangay Balesin mit ca. 800 Einwohnern. Erreicht werden kann die Insel über eine Fährverbindung mit der Gemeinde Infanta. Für Gäste des Resorts besteht auch die Möglichkeit, die Insel mit dem Flugzeug von Manila aus anzufliegen. Die Insel besitzt einen ursprünglichen Urwaldbestand auf einer Fläche von 1,90 km² und Sandstrände mit einer Länge von 7,30 km, sowie einen Golfplatz.   

## Weblinks

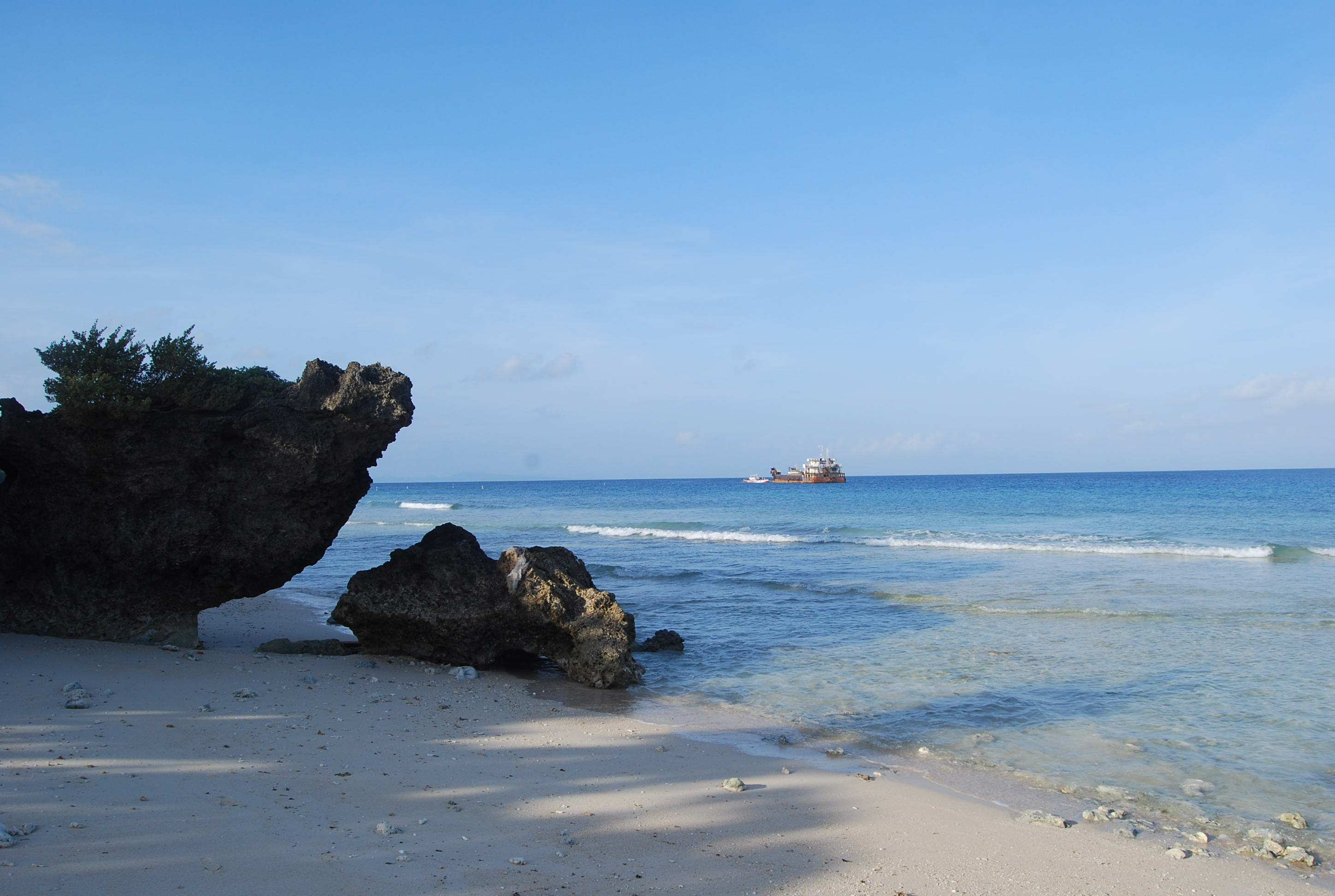
Strand auf Balesin